# Sidi Boubekeur
Sidi Boubekeur là một đô thị thuộc tỉnh Saïda, Algérie. Dân số thời điểm năm 2002 là 17.131 người.